# Louis Schoorl
Louis Schoorl (nacido el 23 de diciembre de 1976) es un compositor, productor y multiinstrumentista australiano de origen holandés.

## Carrera
Residente de Sídney, Australia, Schoorl ha escrito y producido para un sinnúmero de artistas y bandas australianas e internacionales como 5 Seconds of Summer, Taylor Henderson, Jessica Mauboy, Girls' Generation, Stan Walker, The Fooo, Dami Im, Guy Sebastian, 360, Pez y M-Phazes . Ha trabajado junto a cantautores como Daniel Johns, Tina Arena, De La Soul, Delta Goodrem, The Veronicas, Kimbra, Bertie Blackman, Benjamin Francis Leftwich, Georgie Kay y Mike Rosenberg (Passenger).
Las canciones de Schoorl han alcanzado los primeros puestos de listas suecas, japonesas y australianas y una de ellas fue la canción finalista del programa de televisiónThe X Factor Australia, " Borrow My Heart " interpretada por Taylor Henderson.
Durante un viaje a Estocolmo, Louis escribió "Love & Peace " con Erik Lewander e Ylva Dimberg de The Kennel, la cual fue lanzada por la banda femenina surcoreana Girls' Generation como parte de su álbum Love & Peace. La canción ha acumulado más de 20 millones de visitas en YouTube. Con el álbum, la banda se convirtió en el primer grupo femenino coreano que encabezaba la lista de álbumes semanales de Oricon en dos oportunidades.
Durante la entrega de los Premios APRA en el año 2014 Schoorl se llevó el premio al Compositor Revelación del Año, en reconocimiento a su racha de éxitos del año anterior. Schoorl había participado en la producción y composición de 88 canciones en el 2013 y había colaborado con artistas como 360, Daniel Johns, Taylor Henderson y Jessica. Mauboy. Más tarde, firmó un contrato de publicación mundial con Disney Music Publishing.
Schoorl coescribió "Gotcha " para la película australiana The Sapphires junto con Ilan Kidron y la estrella de la película, Jessica Mauboy. La banda sonora del film fue nominada a un premio ARIA Music Award a mejor banda sonora original y a mejor lanzamiento pop. Con la canción, Jessica Mauboy recibió una nominación ARIA a Mejor Artista Femenina"
En el año 2018, Schoorl coescribió la entrada sueca para el Festival de la Canción de Eurovisión, "Dance You Off", interpretada por Benjamin Ingrosso.

## Discografía

### Sencillos
| Año  | Artista               | Álbum          | Título de la canción    | Coescrito con                                      | Productor     |
| ---- | --------------------- | -------------- | ----------------------- | -------------------------------------------------- | ------------- |
| 2014 | Taylor Henderson      | Burnt Letters  | "Already Gone"          | taylor henderson alex esperanza                    | Alex Hope     |
| 2014 | Taylor Henderson      | Burnt Letters  | "When You Were Mine"    | Taylor Henderson, Alex Hope, Hayley Warner         | Louis Schoorl |
| 2014 | 360 feat Daniel Johns | Utopia         | "Impossible"            | Matt Colwell, Daniel Johns                         | Louis Schoorl |
| 2014 | Bertie Blackman       | Utopia         | "Run For Your Life"     | Bertie Blackman                                    | Louis Schoorl |
| 2014 | Diana Rouvas          | Utopia         | "Heart of Goodbye"      | Diana Rouvas                                       |               |
| 2013 | Taylor Henderson      | Utopia         | "Borrow My Heart"       | Alex Hope, Hayley Warner                           | Louis Schoorl |
| 2013 | Jai Waetford          | Utopia         | "Your Eyes"             | Alex Hope, Hayley Warner                           | Louis Schoorl |
| 2013 | The Fooo              | The Fooo       | "Build A Girl"          | Herbie Crichlow, Joleen Belle                      |               |
| 2013 | Girls' Generation     | Love and Peace | "My Oh My"              | Ylva Dimberg, Erik Lewander                        |               |
| 2013 | Tina Arena            | Reset          | "Still Running"         | Tina Arena, Hayley Warner                          |               |
| 2012 | Jessica Mauboy        | The Sapphires  | "Gotcha"                | Ilan Kidron, Jessica Mauboy                        | Louis Schoorl |
| 2012 | Kamaliya              | The Sapphires  | "Who's Gonna Love You?" | Nermin Harambasic, Anna Stokke Wik, Ronny Svendsen |               |
| 2012 | Bella Ferraro         | The Sapphires  | "Set Me on Fire"        | Hayley Warner                                      | Louis Schoorl |

### Álbumes
| Año  | Artista             | Álbum               | Título de la canción    | Escritores                                                                         | Productor Ejecutivo | Productor                                  |
| ---- | ------------------- | ------------------- | ----------------------- | ---------------------------------------------------------------------------------- | ------------------- | ------------------------------------------ |
| 2012 | Guy Sebastian       | Armageddon          | "Keeper"                | Guy Sebastian                                                                      |                     | Louis Schoorl                              |
| 2012 | Guy Sebastian       | Armageddon          | "Big Bad World"         | Guy Sebastian                                                                      |                     | Louis Schoorl                              |
| 2012 | Guy Sebastian       | Armageddon          | "Don't Worry Be Happy"  | Guy Sebastian                                                                      |                     | Louis Schoorl                              |
| 2014 | Taylor Henderson    | Burnt Letters       | "When You Were Mine"    | Taylor Henderson, Alex Hope, Louis Schoorl, Hayley Warner                          | Louis Schoorl       | Alex Hope                                  |
| 2014 | Taylor Henderson    | Burnt Letters       | "Already Gone"          | Taylor Henderson, Alex Hope, Louis Schoorl                                         | Louis Schoorl       | Louis Schoorl                              |
| 2014 | Taylor Henderson    | Burnt Letters       | "Sail Away"             | Robby De Sa, Ben Fielding, Hayley Warner                                           | Louis Schoorl       | Robby De Sa, Louis Schoorl                 |
| 2014 | Taylor Henderson    | Burnt Letters       | "Brighter Days"         | Alex Hope, Lindsay Rimes, Hayley Warner                                            | Louis Schoorl       | Lindsay Rimes                              |
| 2014 | Taylor Henderson    | Burnt Letters       | "Worth Fighting For"    | Taylor Henderson, Jon Hume                                                         | Louis Schoorl       | Jon Hume, Louis Schoorl                    |
| 2014 | Taylor Henderson    | Burnt Letters       | "Host of Angels"        | Taylor Henderson, Jon Hume                                                         | Louis Schoorl       | Jon Hume, Louis Schoorl                    |
| 2014 | Taylor Henderson    | Burnt Letters       | "Piece by Piece"        | Taylor Henderson, Alex Hope, Louis Schoorl, Hayley Warner                          | Louis Schoorl       | Louis Schoorl                              |
| 2014 | Taylor Henderson    | Burnt Letters       | "Close to Nothing"      | Taylor Henderson, Alex Hope, Johan Gustafson, Sebastian Lundberg, Fredrik Haggstam | Louis Schoorl       | Trinity                                    |
| 2014 | Taylor Henderson    | Burnt Letters       | "Matter of Time"        | Taylor Henderson, Benjamin Francis Leftwich                                        | Louis Schoorl       | Adrian Breakspear, Louis Schoorl           |
| 2014 | Taylor Henderson    | Burnt Letters       | "The Best Part"         | Taylor Henderson, Emma Birdsall, Alex Hope, Christian Lo Russo, Louis Schoorl      | Louis Schoorl       | Louis Schoorl                              |
| 2014 | Taylor Henderson    | Burnt Letters       | "Taking Back"           | Taylor Henderson, Jon Hume                                                         | Louis Schoorl       | Jon Hume, Louis Schoorl                    |
| 2014 | Taylor Henderson    | Burnt Letters       | "Burnt Letters"         | Christopher Coleman, Alex Hope, Jarryd Klapper, Jenny Queen                        | Louis Schoorl       | Alex Hope                                  |
| 2014 | 5 Seconds of Summer | 5 Seconds of Summer | "Beside You"            | Joel Chapman, Luke Hemmings, Calum Hood, Christian Lo Russo                        |                     | Louis Schoorl, Joel Chapman, John Feldmann |
| 2014 | 360                 | Utopia              | "Impossible"            | Matt Colwell, Daniel Johns, Louis Schoorl                                          |                     | Daniel Johns, Louis Schoorl                |
| 2014 | 360                 | Utopia              | "It's All About To End" | Matt Colwell, Daniel Johns, Louis Schoorl                                          |                     | Daniel Johns, Louis Schoorl                |

### EPs
| Artista             | EP            | Título de la canción | escritores                                                  | Productores                 |
| ------------------- | ------------- | -------------------- | ----------------------------------------------------------- | --------------------------- |
| 5 Seconds of Summer | Somewhere New | "Unpredictable"      | Joel Chapman, Luke Hemmings, Calum Hood, Christian Lo Russo | Joel Chapman, Louis Schoorl |
| 5 Seconds of Summer | Somewhere New | "Out of My Limit"    |                                                             | Joel Chapman, Louis Schoorl |
| 5 Seconds of Summer | Somewhere New | "Beside You"         | Joel Chapman, Luke Hemmings, Calum Hood, Christian Lo Russo | Joel Chapman, Louis Schoorl |
| 5 Seconds of Summer | Somewhere New | "Gotta Get Out"      |                                                             | Joel Chapman, Louis Schoorl |

## Certificaciones
| Año  | Cuadro                   | Artista             | Liberar                         | Certificación |
| ---- | ------------------------ | ------------------- | ------------------------------- | ------------- |
| 2012 | ARIA Charts              | Jessica Mauboy      | "Gotcha" – sencillo             | 1 x ORO       |
| 2012 | ARIA Charts              | Guy Sebastian       | Armageddon – álbum              | 2 x PLATINO   |
| 2013 | ARIA Charts              | Tina Arena          | Reset – álbum                   | 1 x PLATINO   |
| 2013 | Sverigetopplistan        | The Fooo            | "Build A Girl" – sencillo       | por confirmar |
| 2013 | RIAJ Digital Track Chart | Girls Generation    | Love and Peace – álbum          | 1 x ORO       |
| 2014 | ARIA Charts              | Taylor Henderson    | "Borrow My Heart" – sencillo    | 2 x PLATINO   |
| 2014 | ARIA Charts              | Taylor Henderson    | Burnt Letters – álbum           | 1 x ORO       |
| 2014 | ARIA Charts              | Taylor Henderson    | "When You Were Mine" – sencillo | 1 x PLATINO   |
| 2014 | ARIA Charts              | 5 Seconds of Summer | 5 Seconds of Summer – álbum     | 1 x ORO       |

## Premios y nominaciones
| Año  | Recipiente                                      | Otorgar            | Nominación                    | Resultado |
| ---- | ----------------------------------------------- | ------------------ | ----------------------------- | --------- |
| 2014 | Luis Schoorl                                    | Premios APRA AMCOS | Compositor revelación del año | Ganador   |
| 2020 | DNA, Louis Schoorl para Hilda de Jessica Mauboy | Premios ARIA       | Productor del año             | Nominado  |